# La Celle-en-Morvan
La Celle-en-Morvan este o comună în departamentul Saône-et-Loire, Franța. În 2009 avea o populație de 442 de locuitori.

## Evoluția populației
| An        | 1975 | 1982 | 1990 | 1999 | 2006 | 2009 |
| --------- | ---- | ---- | ---- | ---- | ---- | ---- |
| Populație | 397  | 421  | 517  | 502  | 457  | 442  |